# Reggenza di Jombang
La reggenza di Jombang (in indonesiano: Kabupaten Jombang) è una reggenza dell'Indonesia, situata nella provincia di Giava Orientale.